# Mark di Suvero

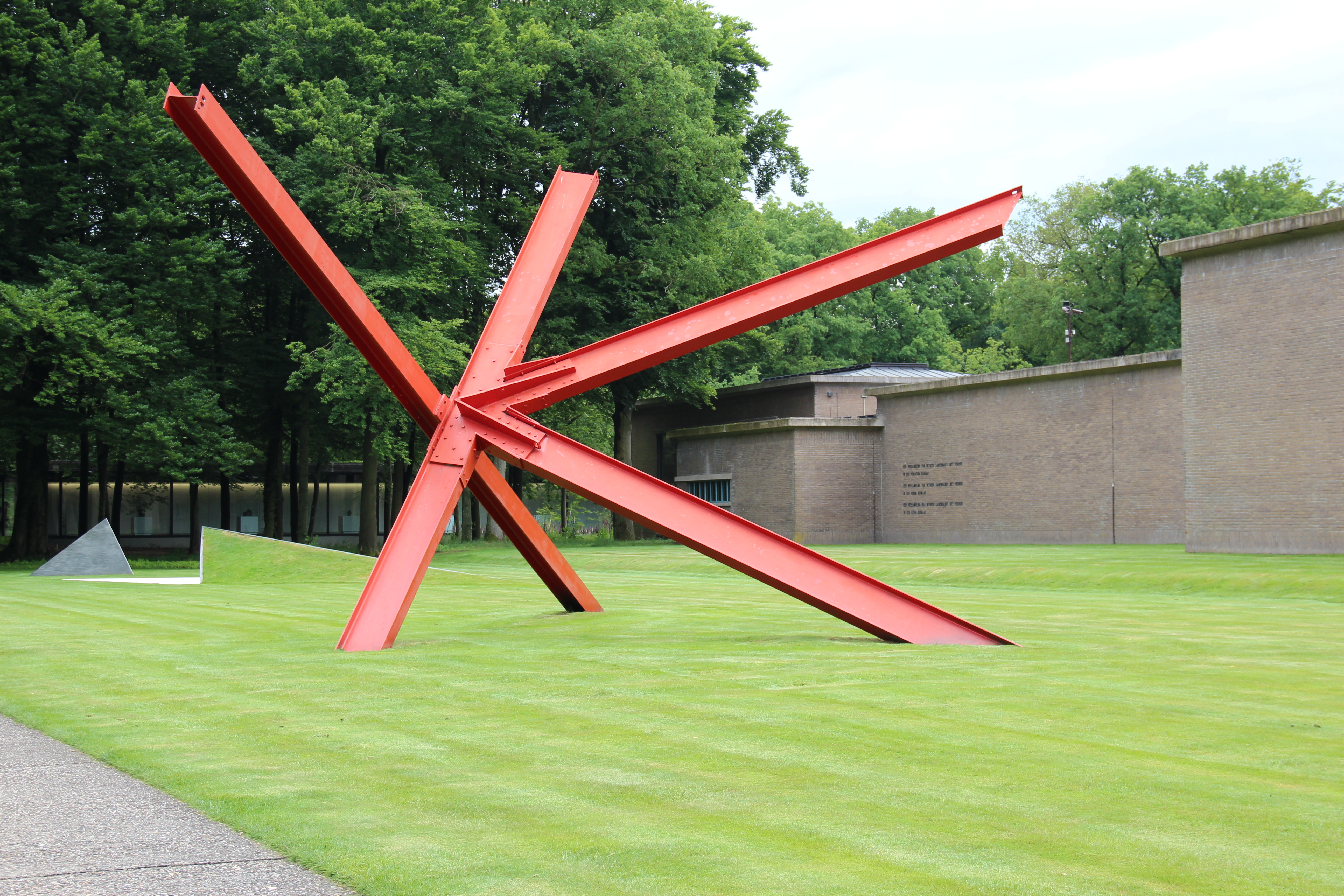
K-piece in Kröller-Müller Museum

Mark di Suvero (Shanghai, 18 september 1933) is een Amerikaanse beeldhouwer.

## Leven en werk
Marco Polo di Suvero werd in China geboren als zoon van Italiaanse ouders. In 1941 emigreerde di Suvero met zijn vader naar San Francisco, waar hij van 1953 tot 1957 de Universiteit van Californië in Berkeley bezocht. Hij studeerde Kunst, maar behaalde uiteindelijk een graad in de Filosofie. Hij verhuisde naar New York en zag zich omgeven door een ware explosie van abstract-expressionisme. Na een zeer ernstig ongeval in een bouwlift op een bouwwerk besloot di Suvero al zijn aandacht (noodgedwongen) te richten op een loopbaan als beeldhouwer. Hij speelde een belangrijke rol bij de oprichting van de door de kunstenaars John Raymond Henry, Kenneth Snelson en Lyman Kipp gerunde galeries ConStruct en Park Place Gallery.

## Zijn werken
Vooral tijdens zijn herstelperiode leerde hij ondanks zijn handicap omgaan met lasapparatuur en zijn vroeg werk toont dan ook de toepassing van simpele materialen als rails, banden, afvalmateriaal en constructie-ijzer, vaak ook in combinatie met alle mogelijke vormen van hijsapparatuur.
Hoewel ze uitstekend in balans zijn, lijken de monumentale werken voortdurend uit evenwicht te raken, en scheppen daardoor een subtiele spanning. Van 1994 tot 2000 was Peter Lundberg zijn assistent en sinds 1996 diens gediplomeerde kraanmachinist.
Sinds 1973 bevindt zich in Nederlands bezit het sculpturale K-piece: een werk bestaande uit felrode, stalen, geklonken H-profielen, tezamen de letter K vormend.

### Enkele voorbeelden in Nederland en Duitsland
- 1972 K-piece, Beeldenpark van het Kröller-Müller Museum in Otterlo
- 1986/87 New Star in Viersen, Duitsland
- 1987/88 Lobotchevsky in Stuttgart
- 1992 L'Allume in Bonn, Duitsland
- 1996 Racine du Naos in Keulen, Duitsland
- 1996 Gallileo Watersurface in Berlin-Tiergarten

## Fotogalerij

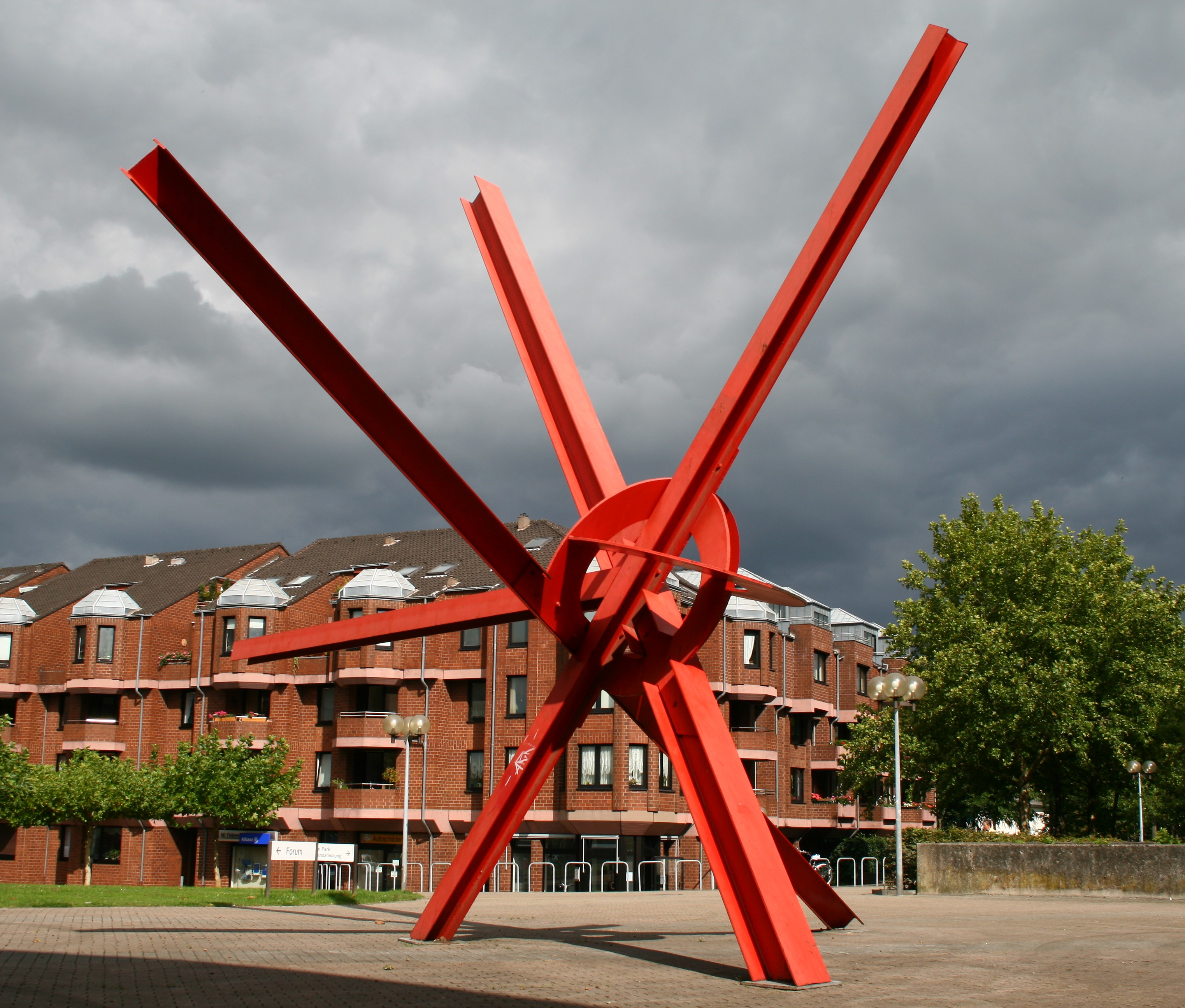
New Star in Viersen
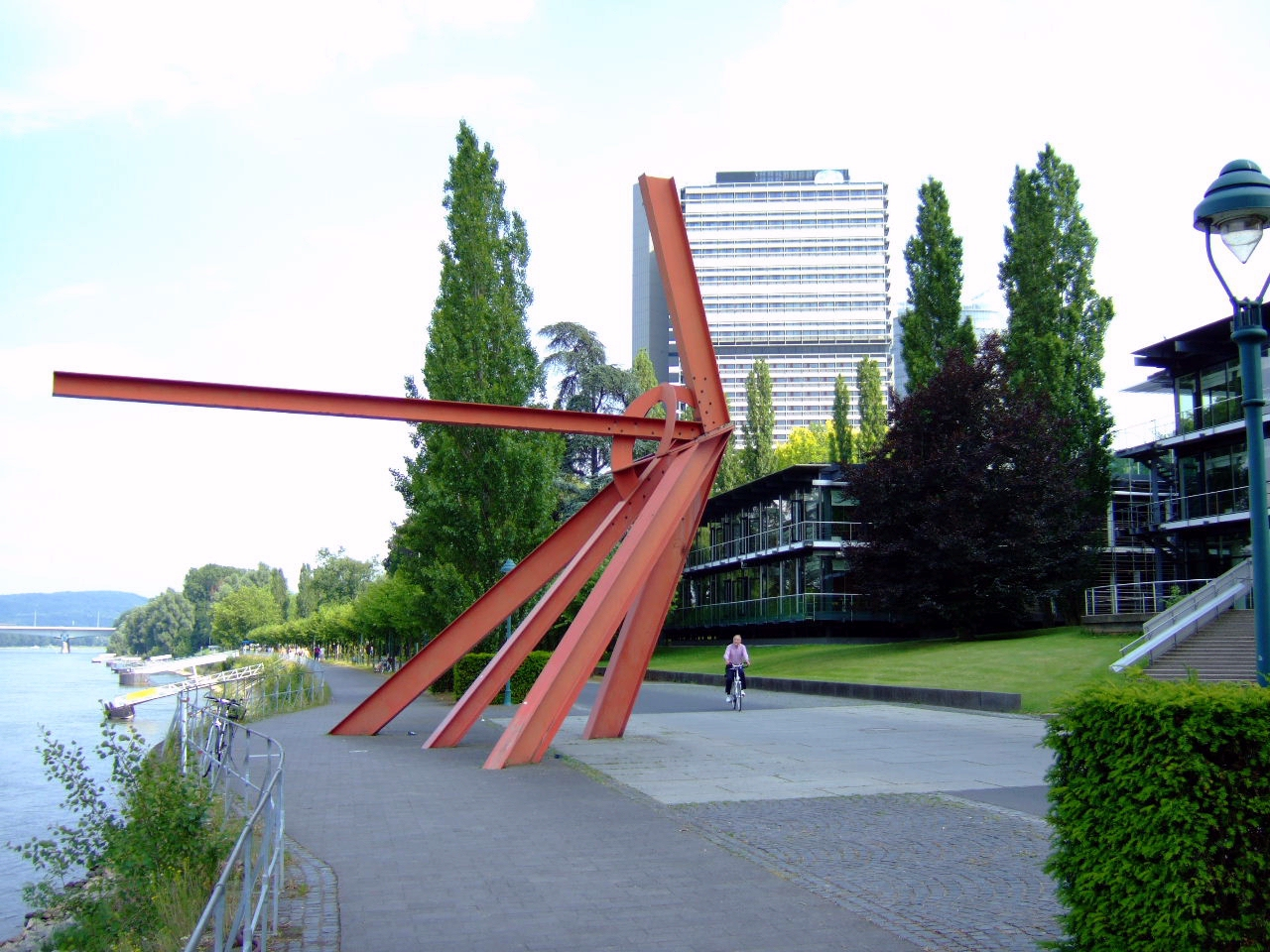
L'Allume in Bonn
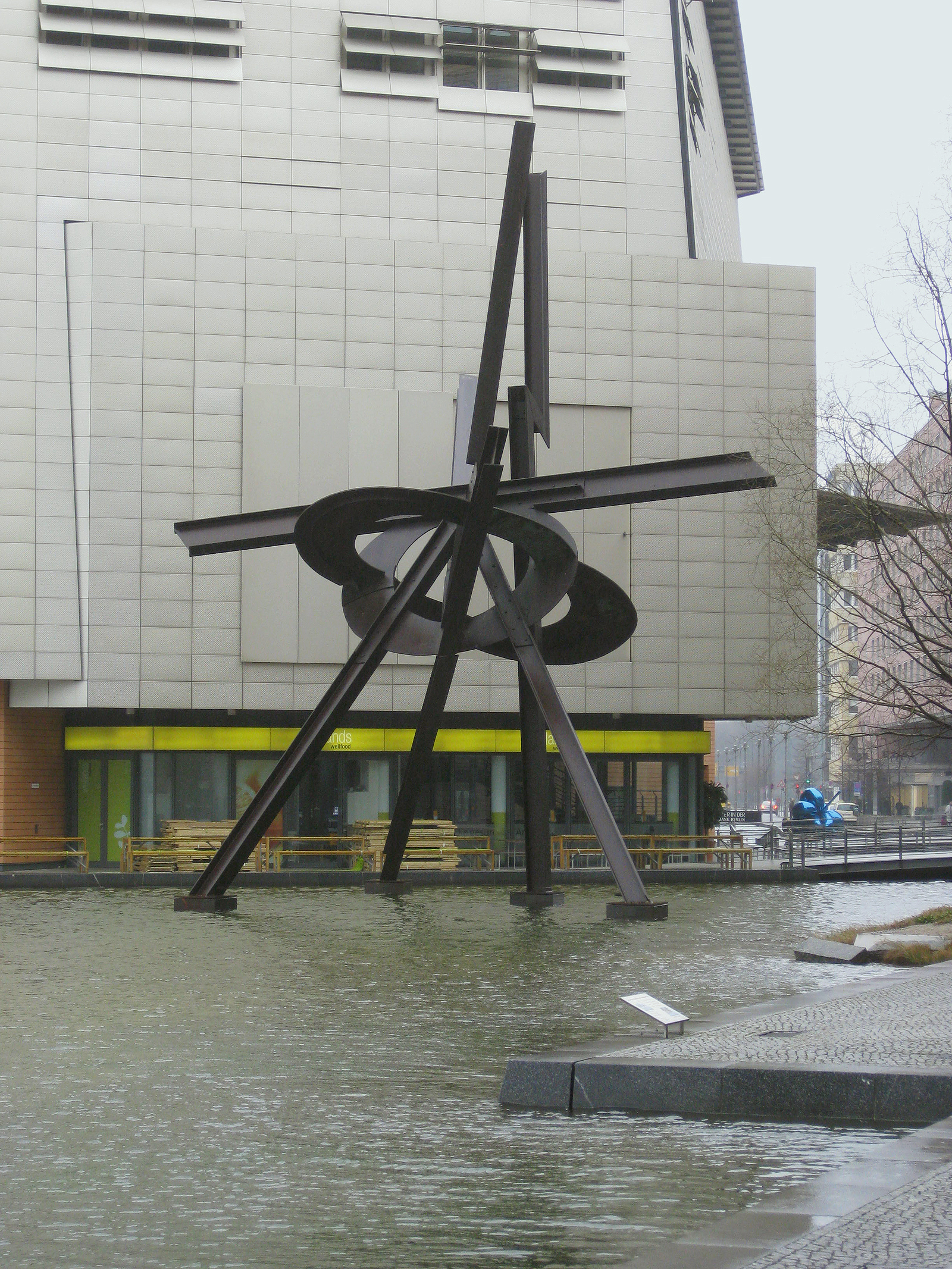
Gallileo Watersurface in Berlijn
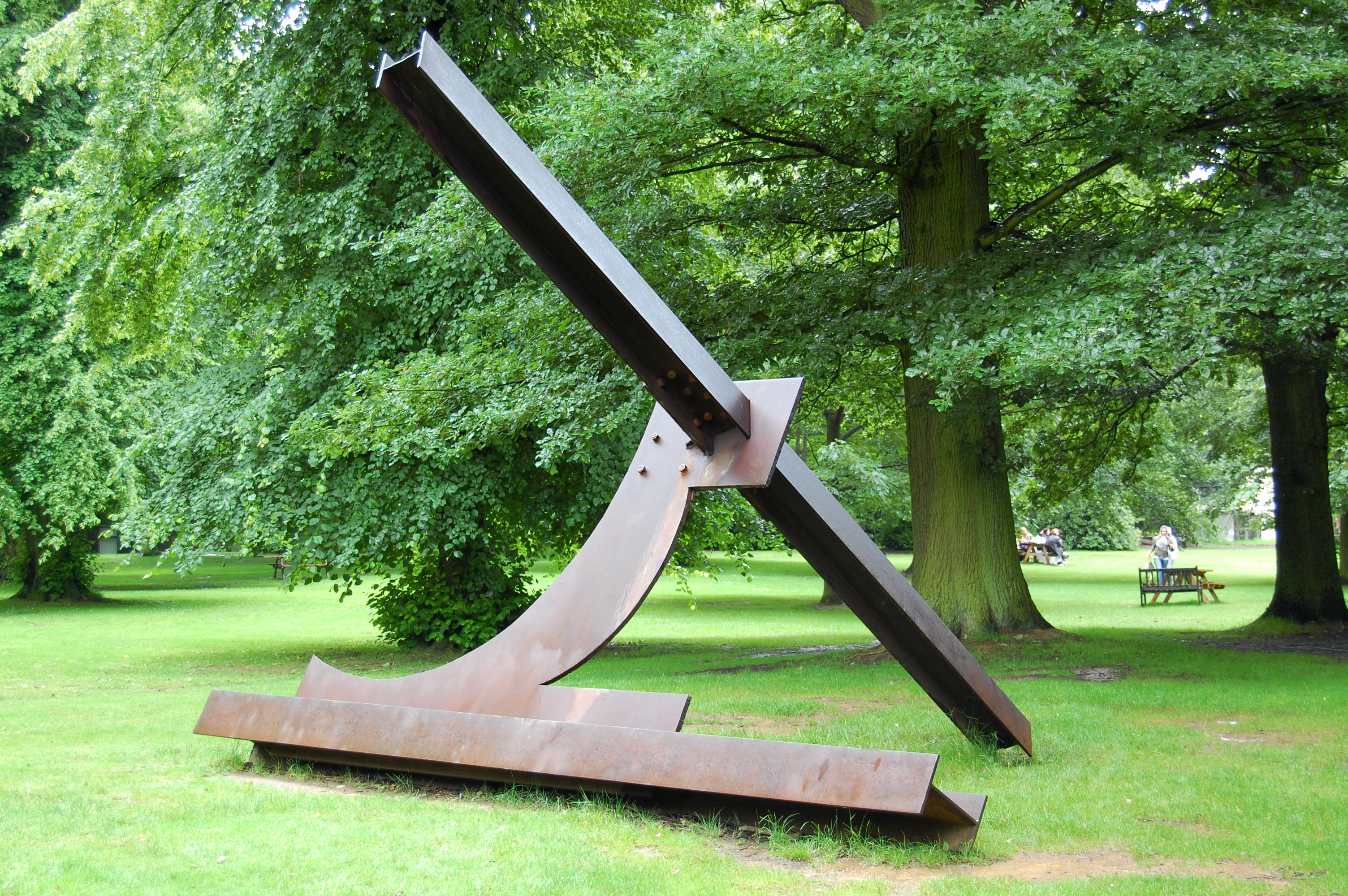
Nelly (1986), Yorkshire Sculpture Park
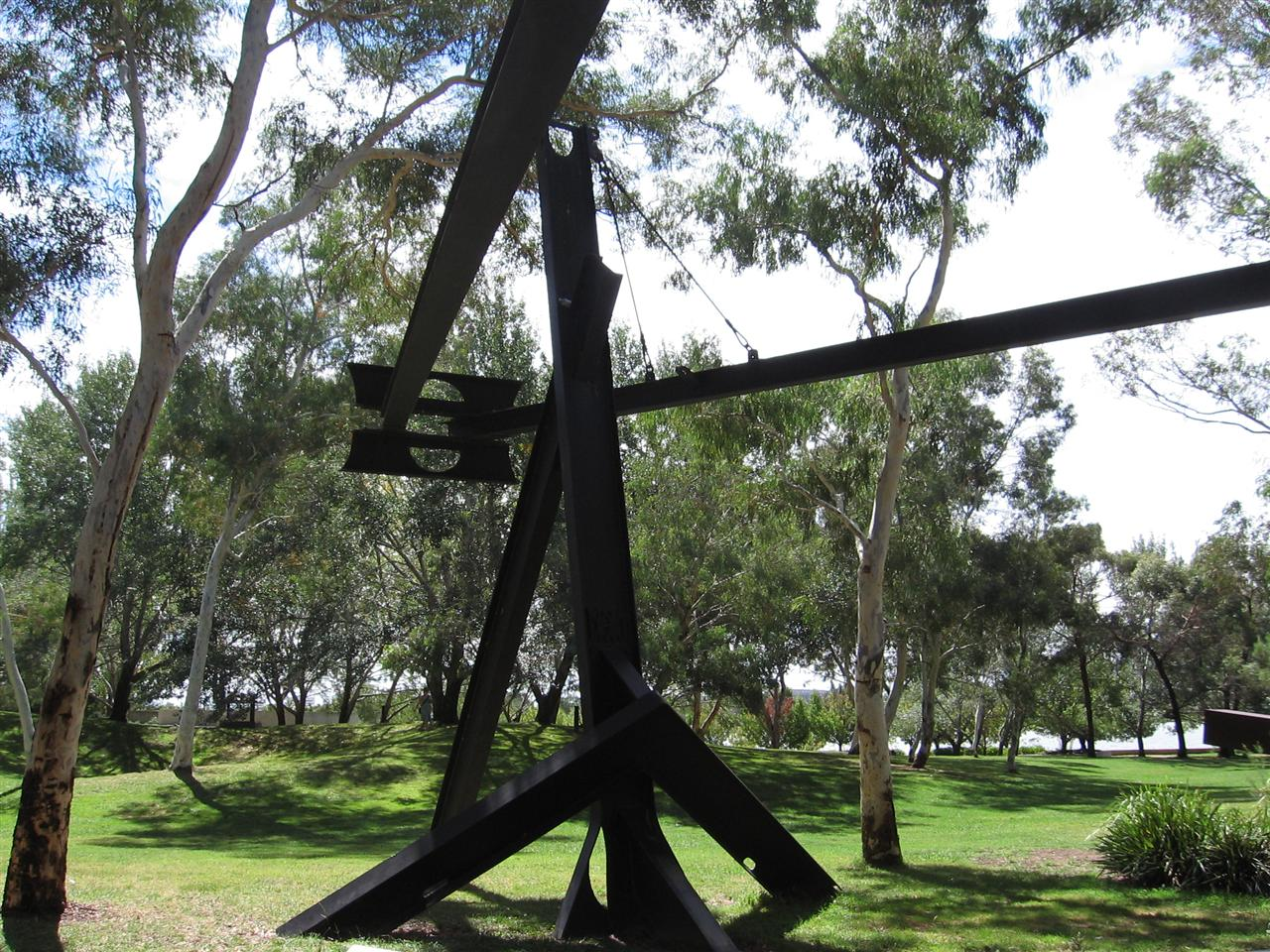
Ikook (1971/72), Beeldenpark van de National Gallery of Australia
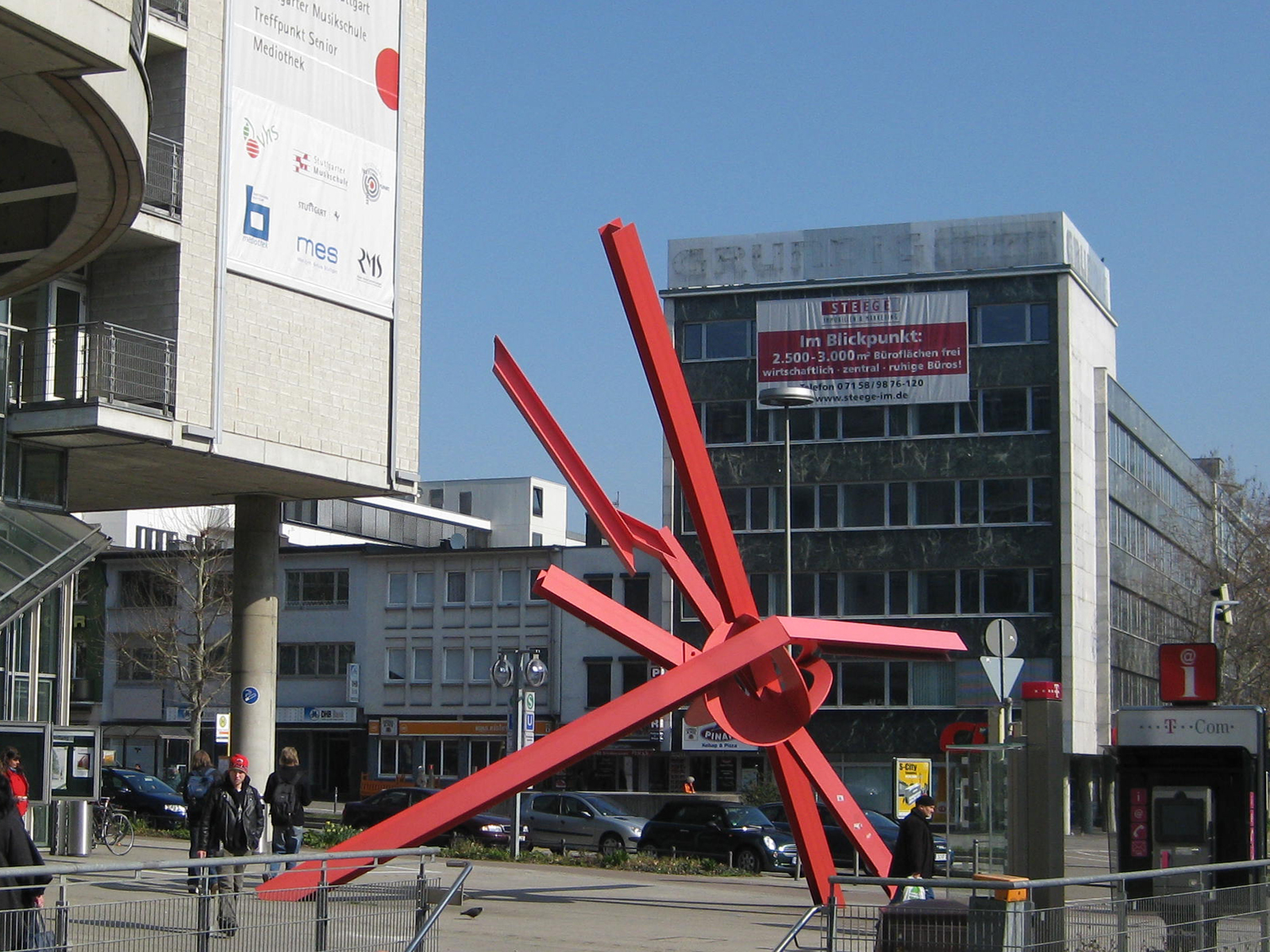
Lobotchevsky in Stuttgart
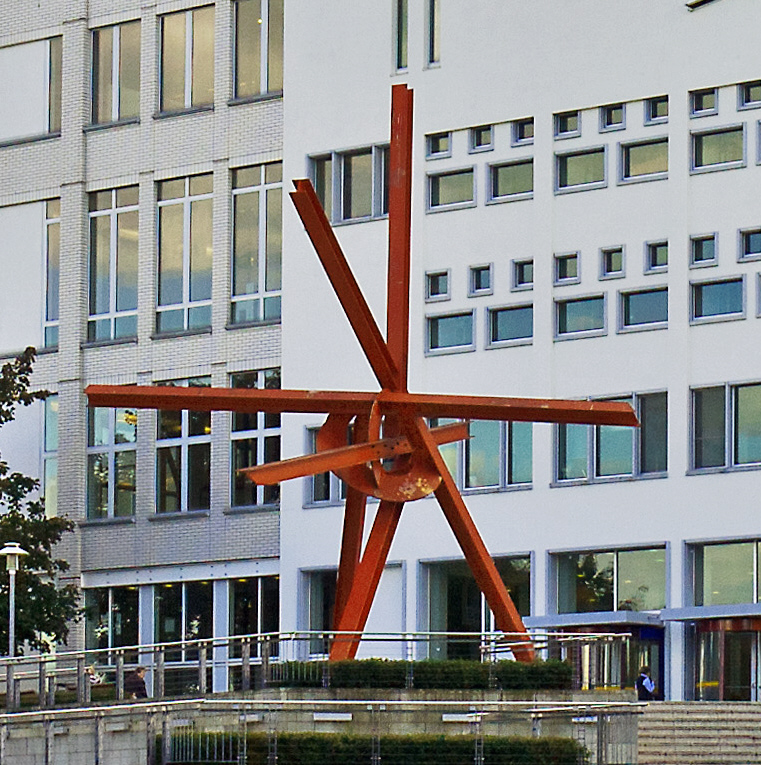
Spring Rain, Skulpturenmeile Mannheim